# 紀伝体
紀伝体（きでんたい）は、東アジアの歴史書の書式の一つ。中国の正史（いわゆる二十四史）はすべて紀伝体である。

## 構成
紀伝体は以下のような項目から構成される。「紀伝」の名称は、このうち上位に位置づけられた2項目、「本紀」と「列伝」に由来する。
- 本紀（ほんぎ）
皇帝や王などの支配者に関した出来事を年毎に記述する。武田泰淳が「世界の中心の記録である[1]」と言ったように、皇帝などの支配者を中心とした世界史（例えば倭国から朝貢があった場合もそれについて記す[注釈 1]）である。『史記』の「高祖本紀」「秦始皇本紀」など。
本紀に載っている皇帝は実情に関わらず、「世界の中心」であることが求められている。従って、中国全土が太古の昔から秦漢帝国のごとく統一されていたかのような記載になっている。現代の歴史学では、『史記』の夏本紀・殷本紀などの頃に秦漢帝国のような強大な権力を持つ漢民族の国家があったわけではないとされているが、本紀では儒教の正統思想（中華思想）に基づいて実態と異なる記載がなされていると、歴史学者の岡田英弘は述べている[2]。
本紀では国を開いた帝王がいかに立派な人物であり、天命を受けたかどうかが物語られるため、その王朝が古代の聖王の末裔であるとか、なんの地位もない人であった場合は瑞祥や予言について語られることが多い[2]。例えば先祖は唐の下級官吏に過ぎず、祖父が武功で名を挙げたために出世しただけで、本来漢民族だったかも疑わしい宋の太祖趙匡胤は生まれた時に「赤い光が部屋を覆い、変わった香りが消えず、体が金色に光り輝いて三日変わらなかった」と瑞祥が記録されている[注釈 2]。
本来は必ずしも正統の天子についてのみの項ではなく、その勢力が天下を覆う者についても立てられた。『史記』の「項羽本紀」などがその例である。『漢書』は「帝紀」と「后紀」の二本立てになっている。『史記』の「秦本紀」、『三国志』の「武帝紀」など、本人が生前に皇帝を名乗っていなくとも子孫が皇帝となり帝号を贈られた場合は本紀に入れる慣例がある[注釈 3]。神話しか残らず帝王の記録がはっきりしない場合「世紀（序紀）」が冒頭に設けられ、神話上の帝王について述べている場合がある。『魏書』（北魏書）「帝紀第一 序紀」がその例である。
- 世家（せいか）
諸侯に関する記述。「世界の中心である皇帝（恒星）の周りを回る惑星[1]」に例えられる。「趙世家」「魏世家」など。諸侯王という存在が後世殆どなくなったため、『史記』以外では後世では余り立てられていない。「世々家禄を受ける者」という意味だが、本来は諸侯のみならず「時代をこえて祭祀を受ける者」についても立てた。『史記』の「孔子世家」や「陳勝呉広世家」がその例である。[要出典]
- 列伝（れつでん）
個々の人物の伝記である。『史記』では特に義士・大臣・将軍・学者・文人・大商人・皇帝に寵愛された同性愛者・任侠の徒・冷酷残忍な酷吏など多彩な人物の伝記が描かれていた[3]。また、列伝の冒頭は『史記』以外は、皇帝になれなかった初代皇帝のライバルの群雄たちを書くのが例になっており、漢書では項羽の列伝『項籍伝』が列伝筆頭、後漢書では光武帝のライバルだった劉玄・劉盆子が列伝筆頭となっている。後世になると群雄が后妃などの後ろにあるケースもある（明史など）。『三国志』では、正統の皇帝と認められなかった劉備[4]や孫堅・孫策[5]・孫権[6]は伝（列伝）として書かれ、蜀と呉のそれぞれの人物がその後ろに続くが、それぞれ国ごとに分かれているのは異例である。
群雄がいない場合は、皇帝の皇后を描く「后妃伝」が列伝筆頭となる。したがって初代皇帝の皇后がもっとも冒頭となる。例えば、晋書では初代皇帝司馬懿（宣帝）の皇后である張春華[7]が列伝筆頭であり、元史では初代皇帝チンギスハンの皇后ボルテ[8]が列伝筆頭となっている。後世の場合、后妃伝→皇帝の子どもたちで帝位を継がなかった人々の列伝→群雄の伝となっているケースも有る。例えば『明史』では后妃伝・諸王伝・公主伝の次に群雄の列伝が来ている。
一つの列伝で二人の人生を記すものを「合伝」といい、同種の人物を一まとめにして「貨殖伝」「忠義伝」「任侠伝」「列女伝」「方技伝」などのようにまとめたものを「雑伝」という[3]。
『史記』列伝では前述の通り様々な人物が取り上げられていたが、後世になればなるほど列伝の人物の取り上げる範囲は狭くなる傾向があり、後漢書において「市井の卑しい人のわざなど、史書に記載する必要がない」として『史記』で庶民の雑伝が立てられていたのを全て削除してしまってから、「後世の史書の列伝は官僚の履歴書と上表文の集まりのようになってしまった」と岡田英弘は述べている[2]。庶民や女性の列伝は唐代以降の正史ではほとんどなく、宋史張順伝・明史秦良玉伝などが数少ない例外である。逆に日本で作られた紀伝体の史書は『史記』にならって作られたため、例えば大日本史の続編にあたる飯田忠彦の大日本野史では史記以来の『遊侠伝』が『任侠伝』として復活しており、曽呂利新左衛門や前田利益（前田慶次郎利太）の列伝が立てられている[9]。
反乱を起こしたがあっけなく短期間で滅んだものも列伝の末尾、夷狄の前後に記される。これを「叛臣伝（逆臣伝・流賊伝）」という。例えば宋史方臘伝、明史李自成伝、清史稿洪秀全伝、『大日本野史』九戸政実伝・天草時貞伝・明智光秀（惟任光秀）伝などである。ただし、あまりにも反乱が小規模だった場合は北宋の宋江のように列伝にすら立てられず宋江を捕らえた『宋史』張叔夜伝に一部に名前のみ残るケースも有る。
また「匈奴列伝」や「朝鮮列伝」など、周辺の異民族の国について書き並べたものもこう呼んだ。有名な魏志倭人伝（三国志魏書東夷伝倭人条）もその一つであり、その中には倭王武（雄略天皇か）が宋の文帝にたてまつった上表文[10]、奝然が宋の太宗にたてまつった『王年代記[11]』など現在では原本が残らず、正史のみに残った貴重な史料を含んでいる。
本来は「列侯（爵位を持った家臣）の伝」という意味でこの名称となったのではないかと考えられている（『史記』の「淮陰侯列伝」や「呂不韋列伝」など）。列侯は初め徹侯と言っていたが、漢の武帝のときにその諱（劉徹）を忌避して通侯と改められ、その後さらに列侯と改められた。ちょうど司馬遷が『史記』を書いた時代は武帝の時代で、列侯と呼ばれはじめていた時期と一致するからである。[要出典]
- 志（し）
天文・地理・礼楽・制度など、分野別の歴史。『史記』では書としているほか、典、略、考など歴史書によっていろいろな言い方がされている。
- 表（ひょう）
各種の年表や月表。
- 載記（さいき）
各地に割拠した自立諸勢力の記述。天子に公然と反旗を翻して自立したり、自ら帝位を僭称したりした点で世家に似るが、世家で記述される群雄はかつて天子によって各地に封建された正統な諸侯の出自であるのに対し、載記で記述される群雄は戦乱に乗じて各地で武装蜂起した反乱勢力の出自である点が異なる。『晋書』からはじまったもので、いわゆる五胡十六国の記述に用いられた。司馬遷は秦末の反乱の首謀者陳勝と呉広の事績を「陳勝呉広世家」としているように、当初はこれを区別する意図はなかったと考えられる。『新五代史』での十国の記述は世家として書かれている。
- 修史詔（しゅうし しょう）
その歴史書が奉勅公撰であることを公に示すために、編纂を命じた詔勅の写しを付録したもの（『晋書』）。
- 四夷（しい）
列伝から異民族出身の人物に関する記述を独立させたもの（『晋書』）。『新五代史』では契丹（遼）がこれに含まれる。
- 国語解（こくご かい）
異民族王朝の場合、彼らに固有の民族語が頻出するため、特にその解説を添えたもの（『遼史』『金史』）。

## 正史以外の紀伝体史書
基本的に紀伝体の史書は正史であることが多いが、正史を意図して民間の学者が書いた紀伝体の史書も幾つか存在する。これらは後に正式に正史が編纂されるときの基礎資料となった。
- 魏の魚豢『魏略』
- 宋の王偁『東都事略』
- 明の万斯同『明史稿』

などがそうである。
また、日本の水戸藩が編んだ『大日本史』及び続編の『大日本野史』も紀伝体で書かれている。

## 特徴
このような記述形式であるから、同じ事柄が重複する事もよくあるが、個人や一つの国に関しての情報がまとめて紹介されるためにその人物や国に関しては理解しやすい。これに対して全てを年毎に並べていく方法を編年体といい、こちらは全体としての流れがつかみやすいという利点がある。
中国では『春秋』と云う名作があったために最初は編年体が主流だったが、司馬遷の『史記』以降は紀伝体が主流になり、二十四史は全て紀伝体である。ただし、中華人民共和国が編纂中の『清史』は本紀を廃し、代わりに編年体の通紀を入れている。これは、本紀が政権全体の時間の流れを書くために持っている編年体的特徴を強めたものである。編年体の代表としては春秋の他に司馬光の『資治通鑑』がある。
紀伝体と編年体の他には、紀事本末体、国史体（こくしたい）がある。
- 紀事本末体 - ストーリー展開を追って事件の筋がわかりやすいようにまとめ直したもの。通鑑紀事本末・明史記事本末など。
- 国史体 - 日本独自のもので、編年体を基本としながらも人物の死亡記事があった場合にその人物の列伝（薨伝と呼ぶ）を付載するものである。国史体から発展して後に漢文伝という漢文の伝記が書かれるようになった。

なお、日本には記紀が成立する以前に『古事記』の序文などに記されている『帝紀』と『旧辞』のような二つの史書を組み合わせた「日本式の紀伝体」とでもいうべき形態が存在したのではないかとする説もある。